# Unihockey-Terminologie

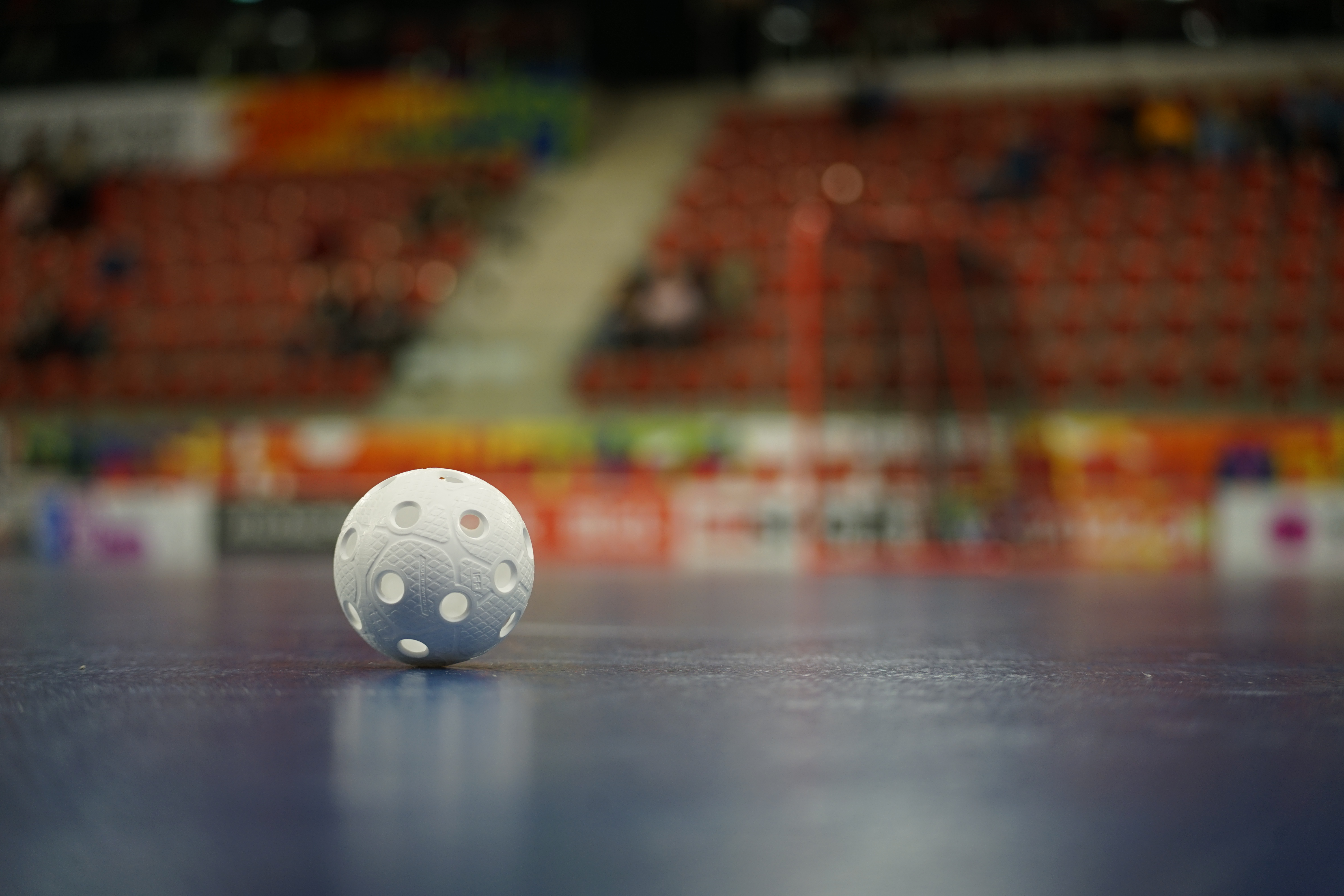
Unihockey-Ball

Wie bei den meisten anderen Sportarten hat sich auch für das seit den 1970er Jahren existierende Unihockey bzw. Floorball im Lauf der Jahrzehnte eine umfangreiche Terminologie entwickelt.

## A
- Abpraller: ein Abschluss, welcher vom Torhüter nicht gehalten wurde
- Angriffszone: auch als gegnerische Zone bezeichnet, jenes Drittel des Spielfeldes, in dem das Tor des Gegners steht. Das Gegenteil ist die Verteidigungszone

- Assist: ist ein Zuspiel eines Feldspielers, das zu einem Torerfolg führt.

- Attacking Zone: siehe Angriffszone
- Auslösung: eine Aktion, bei welcher der Ball aus der eigenen Hälfte in die Hälfte des Gegners gebracht wird.
- Auswechselzone: bezeichnet die festgelegte Zone, in welcher gewechselt werden darf.
- Auszeit: siehe Timeout

## B

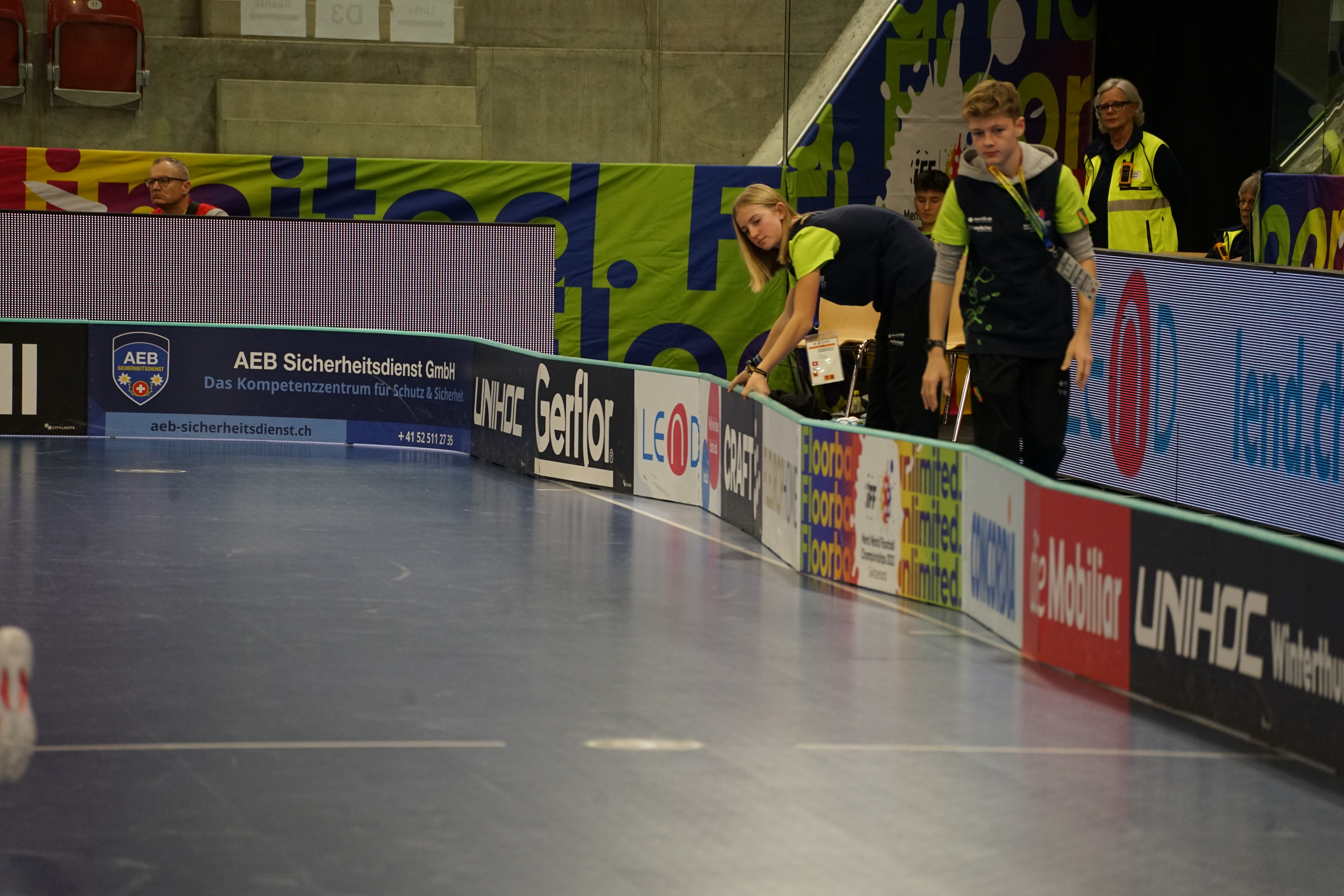
Richten der verschobenen Bande

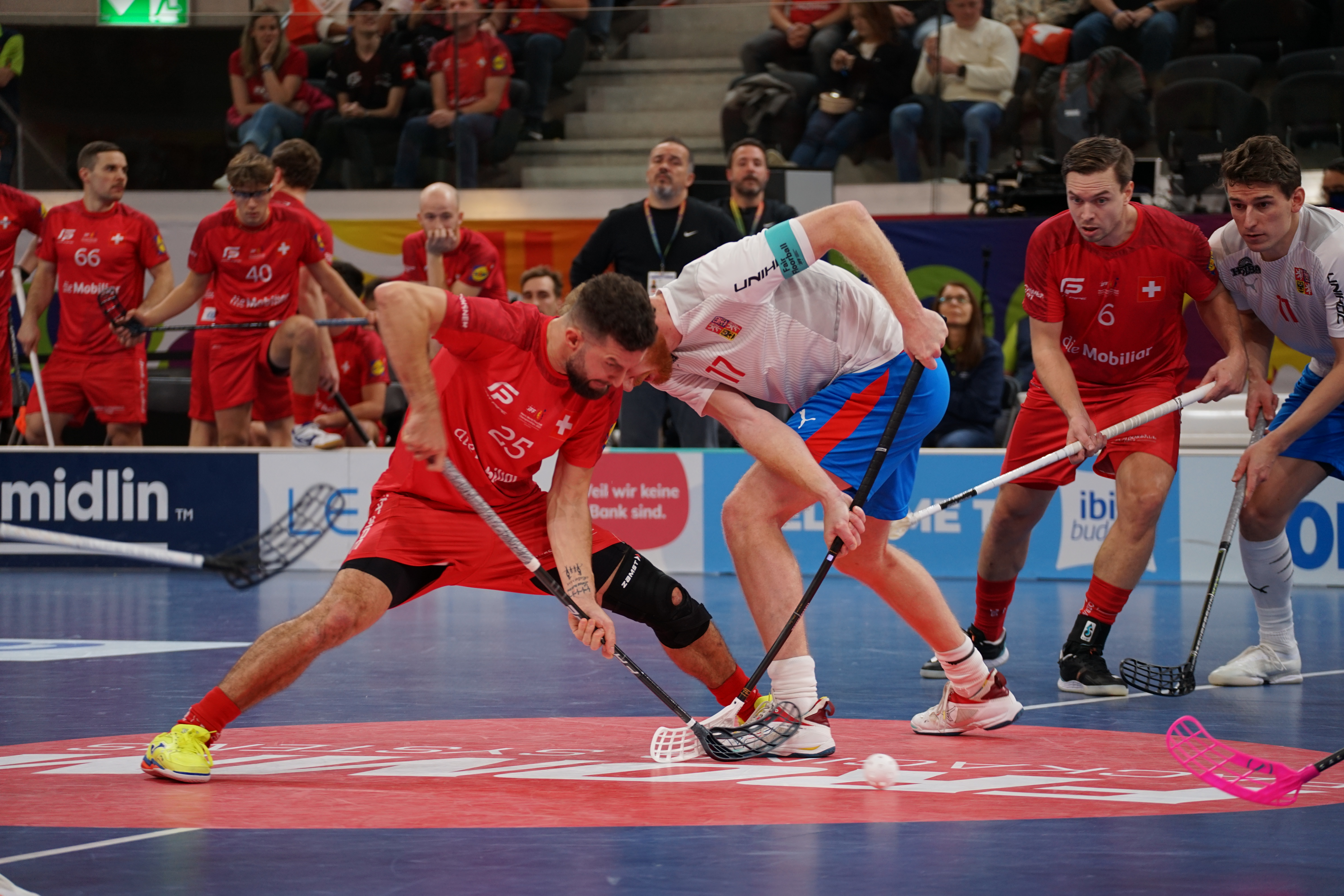
Bully

- Ball: ist das Spielgerät im Unihockey.

- Backchecking: Verteidigungsarbeit bei Gegenangriffen, bei welcher ein Spieler einen gegnerischen Spieler bei seinem Weg in die eigene Verteidigungszone zu stören versucht

- Bande: ist die Spielfeldbegrenzung.

- Beinstellen: regelwidrige Attacke gegen die Beine eines gegnerischen Spielers mit dem Stock oder dem eigenen Bein.

- Big Save: ein vom Torwart gehaltener torgefährlicher Schuss bei einer entscheidenden Spielsituation.

- Blade / Blatt: siehe Schaufel

- Block: ist die Zusammenstellung von drei bzw. fünf Spielern, welche zusammen auf dem Feld stehen.

- Boxplay: bezeichnet die Aufstellung einer Mannschaft bei einer Unterzahlsituation.

- Bully: das Anspiel beim Eishockey zu Drittelbeginn bzw. nach Unterbrechungen.

- Bullypunkt: sind Punkte auf dem Spielfeld, an welchen ein Anstoß durchgeführt wird.

## C
- Captain: ist der einzige Spieler auf dem Feld, welcher mit dem Schiedsrichter diskutieren darf. Er wird auf dem Spielprotokoll als solcher aufgeführt und muss auf dem Feld erkennbar sein.
- Center: ist ein Angriffsspieler, der üblicherweise das Bully ausführt und die Spielzüge aufbaut.

## D
- Defender: Verteidiger, siehe Verteidiger

- Defensivzone: ist die eigene Spielhälfte.

- Disziplinarstrafe: bei schweren Vergehen oder bei Kritik am Schiedsrichter kann zusätzlich zur kleinen Teamstrafe (siehe Zeitstrafe) auch eine zehnminütige Disziplinarstrafe verhängt werden. Diese Strafe kann nicht durch einen Torerfolg beendet werden. Eine Zehn-Minuten-Strafe geht immer mit einer zweiminütigen Teamstrafe einher.

- Drittel: ist ein Spielabschnitt mit einer Dauer von 20 Minuten.
- Doppeln: bezeichnet den Versuch von zwei Spielern, dem gegnerischen Ballführer den Ball abzunehmen.

## E

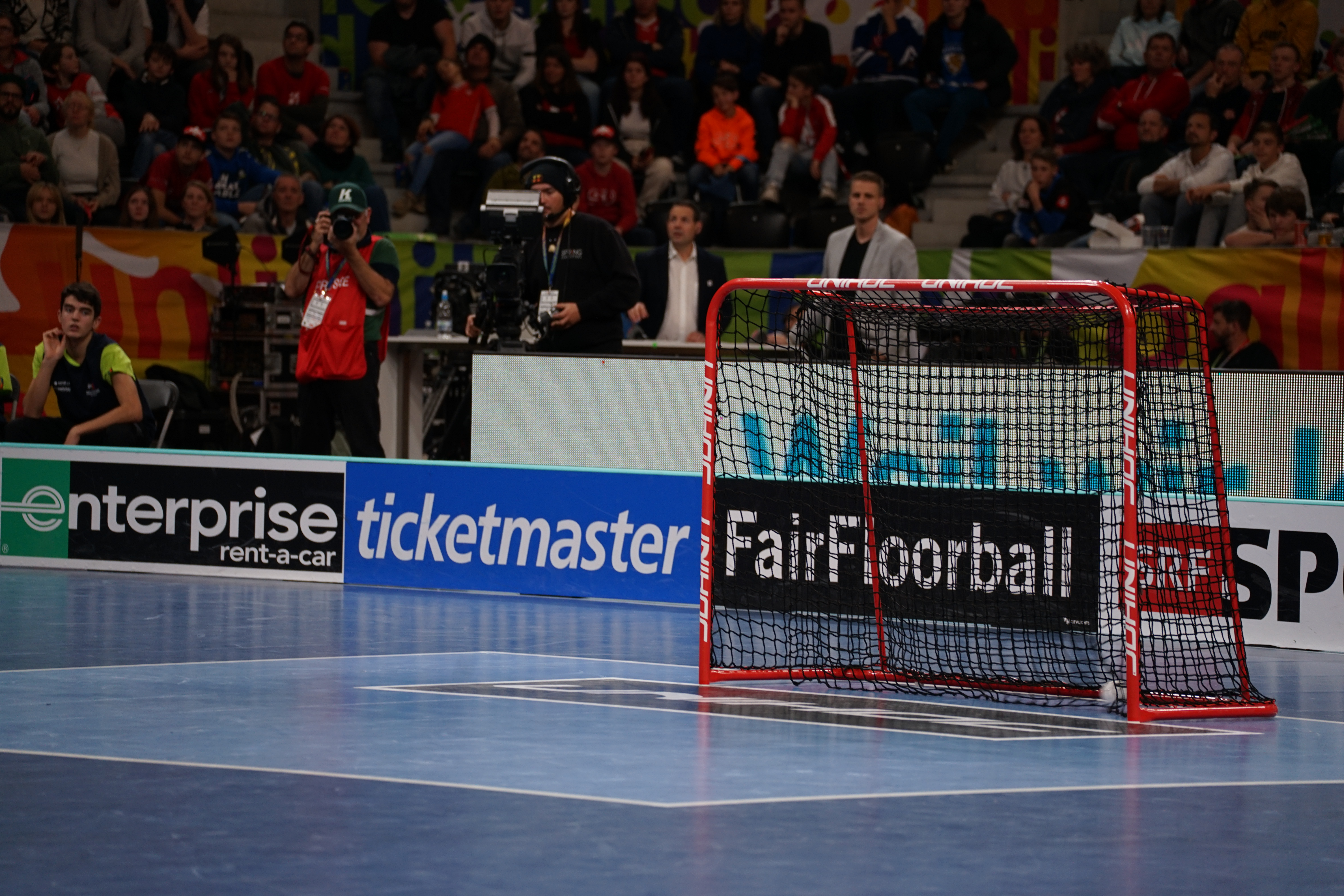
Empty net goal

- Einschlag: wird einer Mannschaft zugesprochen, wenn der Ball das Spielfeld verlässt.
- Empty Net Goal: ist ein Treffer ins leere Tor, wenn der Gegner den Torwart durch einen zusätzlichen Feldspieler getauscht hat, um die Chancen auf den Ausgleich kurz vor Spielende zu erhöhen.

## F
- Face Off: siehe Bully

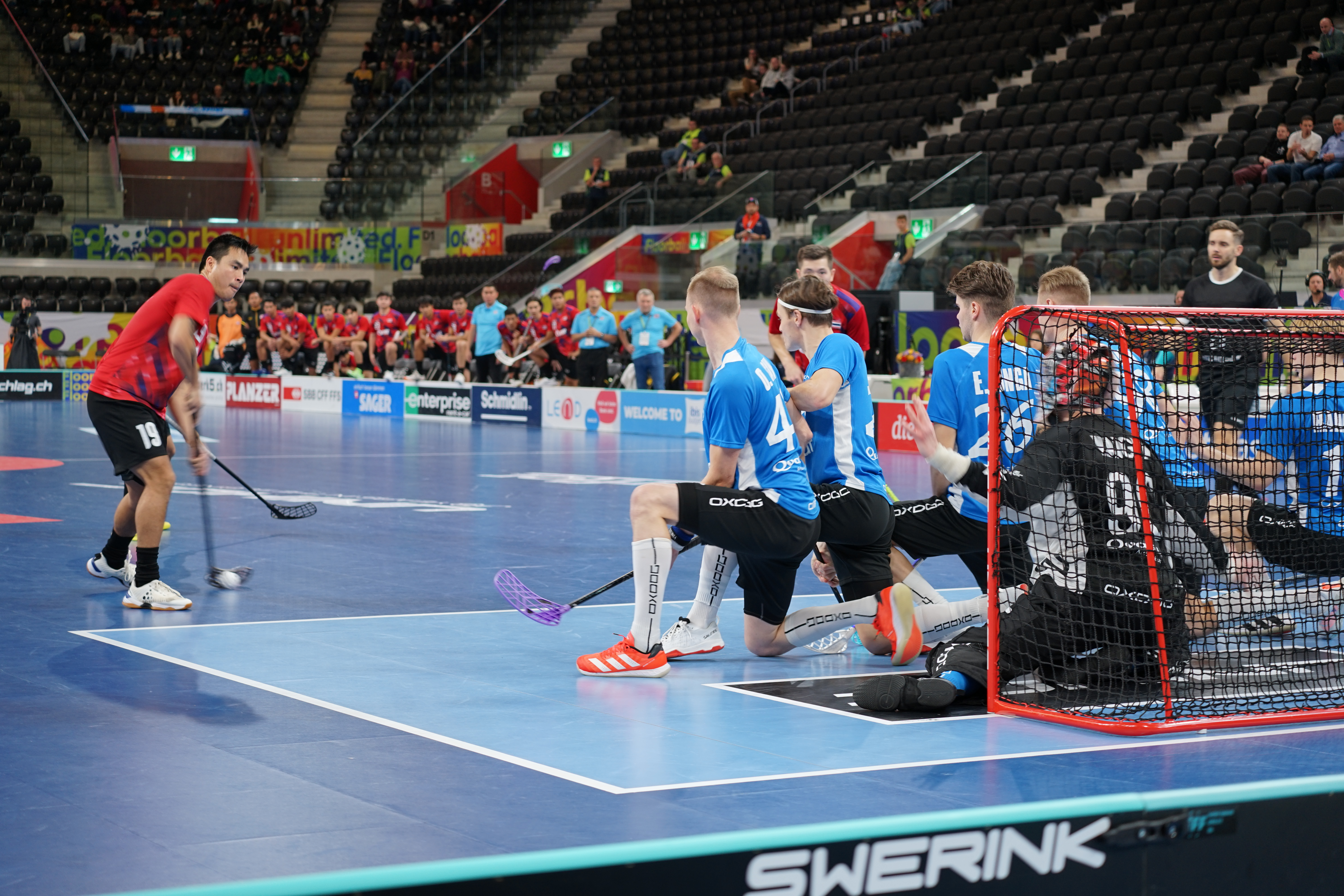
Freischlag

- Feldspieler: die Gesamtheit aller Spieler eines Teams exklusive des Torhüters.
- Flex: Als Flex wird die Schafthärte oder Flexibilität eines Stocks bezeichnet.

- Forechecking: frühzeitiges Stören eines gegnerischen Angriffes bzw. Behinderung des Aufbauspiels (siehe Hauptartikel Forechecking)
- Freilaufen: bezeichnet die Bewegung eines Spielers ohne Ball, um sich für einen Ball anzubieten.
- Freischlag: Für Regelverstöße wird der gegnerischen Mannschaft ein Freischlag zugesprochen. Er wird vom Ort des Fouls ausgeführt, jedoch nicht hinter der Torlinie und mit mindestens 3,5 Metern (Großfeld) resp. 2,5 Metern Abstand zum, Schutzraum.
- Freistoß: inoffiziell für Freischlag

## G
- Gamesheet: siehe Scoresheet

- Goalie: hütet das Tor und verhindert Gegentreffer. Er ist mit einem Helm ausgestattet.

## H
- Haken: das Halten oder Behindern eines gegnerischen Spielers mit dem Stock. Es resultiert mit einer Zeitstrafe.

- Halten: das Festhalten bzw. Behindern des gegnerischen Spielers. Es resultiert mit einer Zeitstrafe.

- High Sticking: siehe Hoher Stock

- Hoher Stock: wird bezeichnet, wenn der Ball oberhalb der Knie mit dem Stock gespielt wird oder der Stock beim Ausholen sich über Hüfthöhe befindet. Es kann je nach Situation und Spielort in einer Zeitstrafe resultieren.

## I
- Innebandy: schwedischer Begriff für Unihockey

## K
- Kelle: siehe Schaufel
- Konter: ist nach Ballgewinn in der eigenen Hälfte der schnelle Gegenangriff.
- Kreuzen: beschreibt das eng aneinander laufen von zwei Feldspielern, bei welcher der Ball übergeben werden kann.
- Kurze Ecke: die näher zum angreifenden bzw. ballführenden Spieler befindliche Seite des gegnerischen Tores.

## L
- Lange Ecke: die weiter vom angreifenden bzw. ballführenden Spieler entfernte Seite des gegnerischen Tores.

- Latte: siehe Querlatte
- Linksausleger: sind Spieler, welche den Stock mit der rechten Hand oben halten und mit der linken Hand unten. Sie spielen somit auf der linken Körperseite.

## M

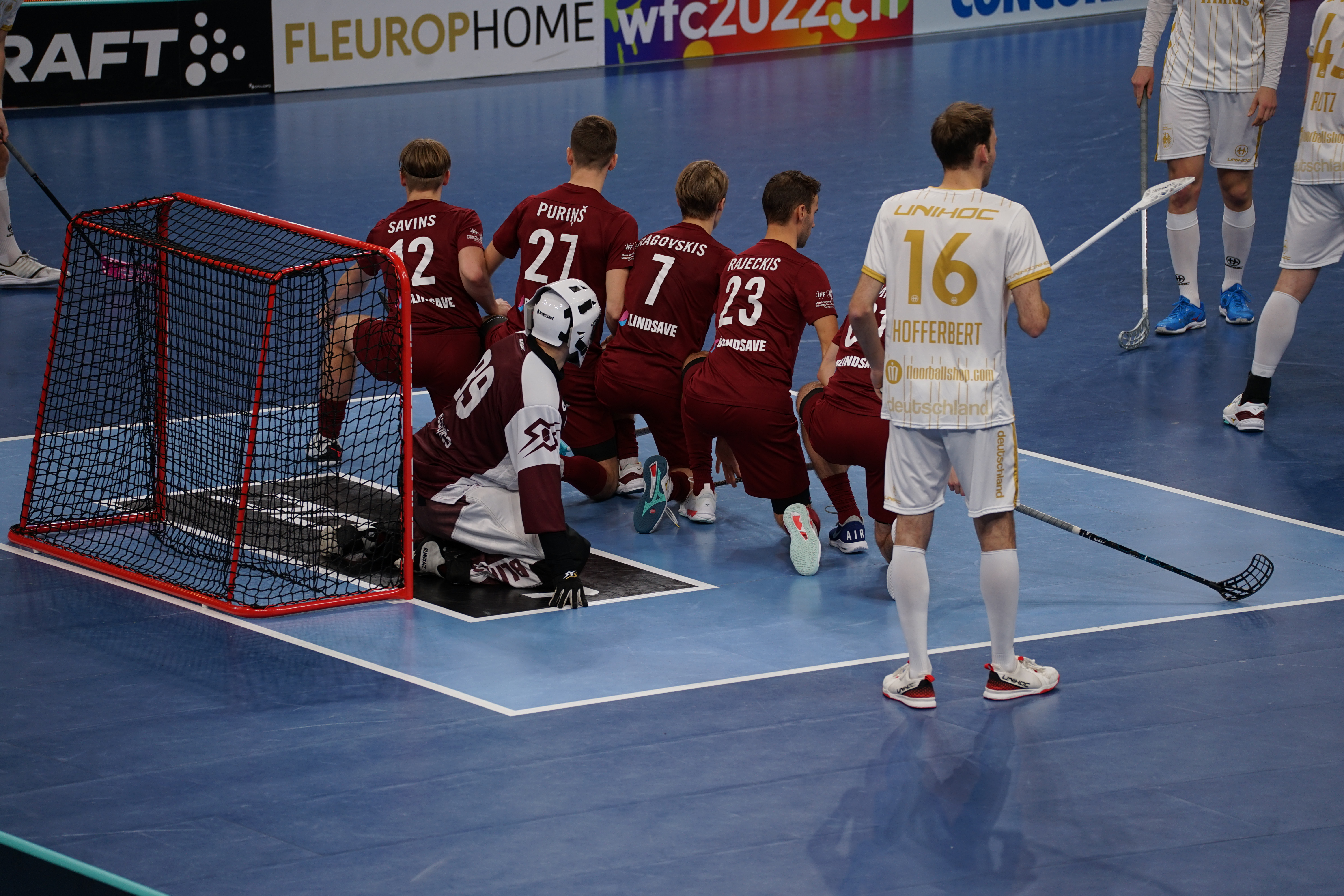
Mauer bei einem Freischlag

- Manndeckung: ist eine Spielweise, bei welcher jedem Spieler ein Gegenspieler zugeordnet wird.
- Matchstrafe:
  - Technische Matchstrafe I: wird bei technischen (z. B. verlängerter Stock) oder administrativen (z. B. Spieler nicht auf dem Spielbericht notiert) Vergehen ausgesprochen.
  - Matchstrafe: wird bei allen anderen schlimmeren Vergehen ausgesprochen, z. B. kämpferische Handlungen auf dem Spielfeld, brutalen Vergehen oder Beleidigungen usw.
- Mauer: ist eine Formation von einem oder mehreren Feldspielern bei einem gegnerischen Freischlag zur Verhinderung des Torerfolgs.
- Mittellinie: teilt das Spielfeld in die zwei Spielhälften.
- Mittelpunkt: oft fälschlicherweise als Bullypunkt bezeichnet. Auf dem Mittelpunkt wird ausschließlich ein neuer Spielabschnitt begonnen, oder das Spiel nach einem Torerfolg fortgesetzt.

## O
- Offensivzone: ist die Spielhälfte des Gegners.
- Overtime: wird benötigt, wenn ein Spiel nach der regulären Spielzeit unentschieden steht.

## P

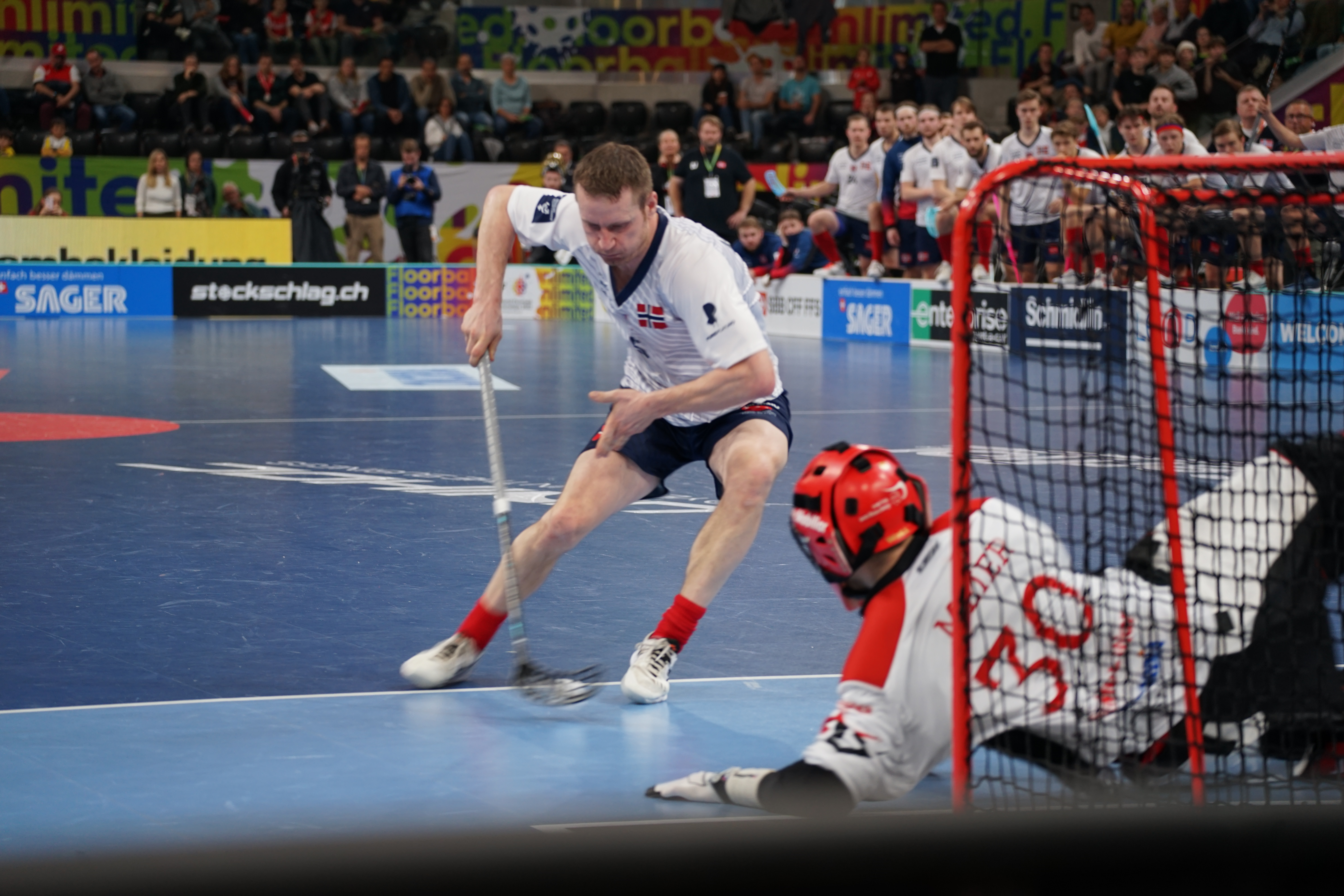
Penalty

- Penalty: Der Penalty wird einer Mannschaft zugesprochen, wenn ein Regelverstoß eine Torchance verhinderte. Er wird vom Mittelpunkt ausgeführt. Der Spieler läuft dabei auf das Tor. Dabei muss immer mindestens der Ball oder der Spieler in der Vorwärtsbewegung sein.

- Penaltyschießen: Im Fall eines Unentschiedens nach der Overtime wird der Sieger durch ein Penaltyschießen ermittelt, bei dem die Spieler beider Mannschaften abwechselnd zu einem Penalty antreten.

- Pfosten: die beiden Steher, die das linke bzw. rechte Ende des Tores markieren.

- Pfostenschuss: ist ein Torschuss, der von einem der beiden Pfosten abprallt.
- Play: was die Schiedsrichter rufen, wenn sie den Vorteil (siehe Vorteil) laufen lassen; dieses Wort wird jetzt als internationaler Standard in allen Ländern benutzt.

- Powerplay: ist das Spiel in Überzahl bei einer gegen die gegnerische Mannschaft verhängten Strafe.

## Q
- Querlatte: der Querbalken, der das obere Ende des Tores markiert

## R
- Raute: ist eine taktische Aufstellung in Unterzahl mit einer 1-2-1 Formation. Sie ist auch als Diamant bekannt.
- Rechtsausleger: sind Spieler, welche den Stock mit der linken Hand oben halten und mit der rechten Hand unten. Sie spielen somit auf der rechten Körperseite.

- Referee: siehe Schiedsrichter
- Reklamieren: ist ein Verhalten von Spielern und Betreuern, welche Entscheidungen des Schiedsrichters in Frage stellen. Der Schiedsrichter kann darauf eine Zeitstrafe verhängen.

- Rückhandschuss: ein Schuss oder Pass, den ein Spieler mit der Rückseite seines Schlägers abgibt. Er ist weniger kräftig und präzise als ein normaler Schuss, wird jedoch oft bei überraschenden Spielzügen und Torschüssen angewandt.

- Roughing: siehe Übertriebene Härte

- Rush: siehe Schnellangriff

## S

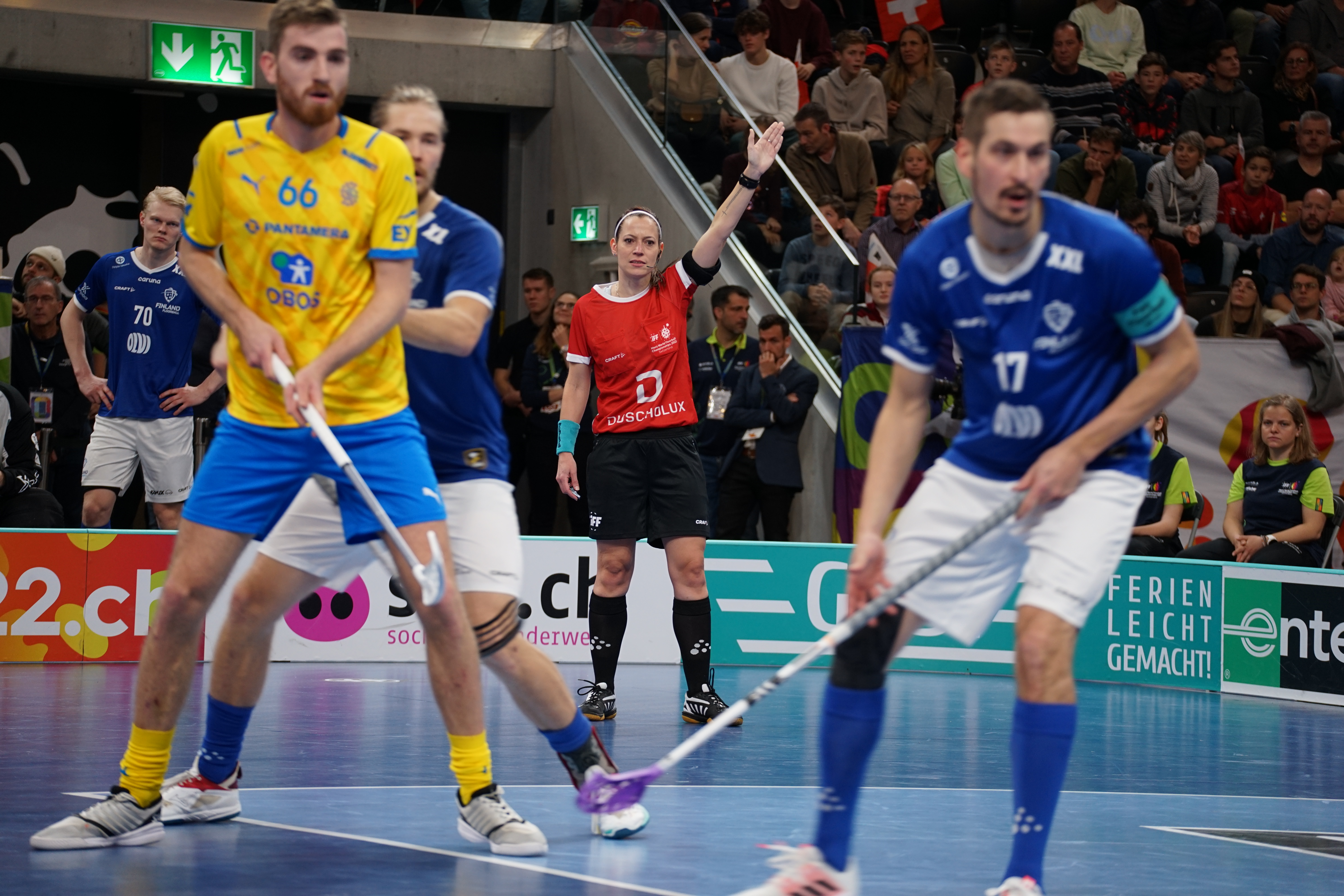
Schiedsrichterin

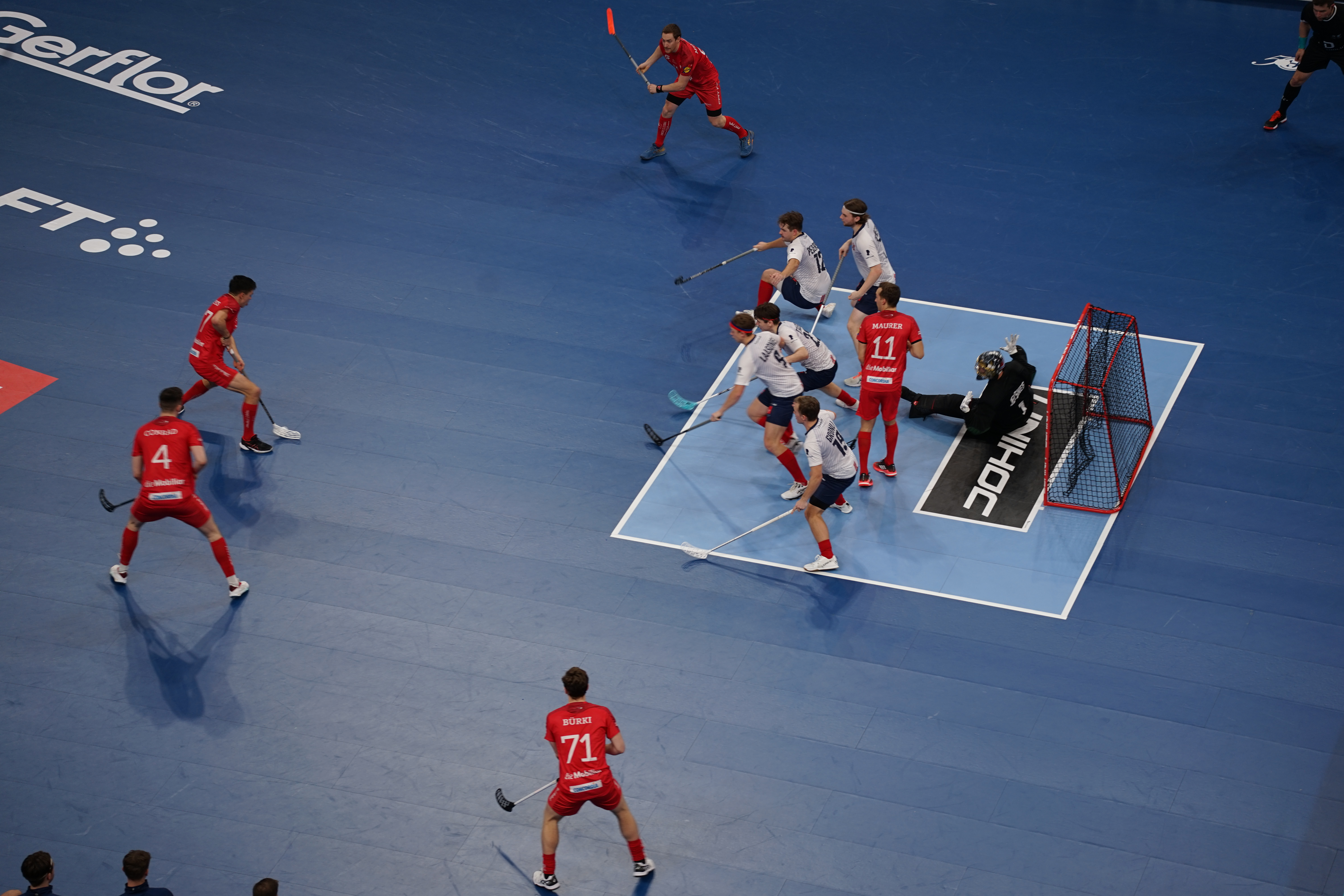
Spielfeld mit hier schwarzem Schutzraum vor dem Tor

- Salibandy: finnischer Begriff für Unihockey
- Schaft: ist der Stock ohne Griffband und Schaufel.
- Schaftform: Der Schaft kann verschiedene Formen haben. Die Hersteller bieten Schläger mit runden, ovalen und dualen Schäften an.
- Schaufel (auch: Blatt oder Kelle): Die Schaufel wird verwendet um den Ball zu passen oder schießen.
- Schaufelkrümmung: Die Schaufelkrümmung darf nicht mehr als drei Zentimeter überschreiten. Bei einer großen Schaufelkrümmung kann eine Matchstrafe I ausgesprochen werden.
- Schiedsrichter: ist der Spielleiter einer Partie und sorgt dafür, dass die Partie im fairen Rahmen durchgeführt wird. Je nach Spielform sind ein oder zwei Schiedsrichter auf dem Spielfeld.
- Schläger: siehe Stock
- Schnellangriff: ist ein Angriff der schnell ausgeführt wird.
- Schutzraum: befindet sich vor dem Tor und ist die Schutzzone für den Torhüter. Der Torhüter darf im Schutzraum nicht angegriffen oder behindert werden. Im Schutzraum darf sich kein Feldspieler aufhalten.
- Shootout: siehe Penaltyschießen
- Shutout: bezeichnet ein vollständig absolviertes Spiel eines Torwarts ohne Gegentor.
- Slot: ist der Raum direkt vor dem Tor, in dem die Chance, einen Schuss abzufälschen, einen Abpraller zu verwerten oder die Sicht des Torwarts zu behindern besonders groß ist.
- Spielbericht: wird vom Spielsekretariat ausgefüllt. Es müssen Torschützen, Vorlagengeber, Strafzeiten usw. aufgeführt werden.
- Spieler: sind alle auf dem Spielbericht eingetragenen Spieler.
- Spielerbekleidung: Zu einer korrekten Spielerbekleidung gehören Trikot, kurze Hosen und Stutzen. Eine Widerhandlung kann in einer Zeitstrafe resultieren.
- Spielfeld: Das Spielfeld muss im Großfeld 40 Meter lang und 20 Meter breit sein. Im Kleinfeldunihockey ist das Feld 28 Meter lang und 14 Meter breit.
- Spielsekretariat: ist außerhalb des Spielfeldes auf Höhe der Mittellinie. Es ist dafür verantwortlich, dass der Spielbericht korrekt ausgefüllt, die Zeit korrekt gestoppt und die Strafen ordentlich durchgeführt werden.
- Spielverzögerung: Bei einer Spielverzögerung, z. B. wenn der Ball weggeschlagen oder blockiert wird, kann eine Zeitstrafe verhängt werden.
- Spielzeit: bezeichnet die Dauer eines Unihockeyspiels. Dabei wird zwischen Groß- und Kleinfeldunihockey unterschieden. Beim Großfeld wird 3 × 20 Minuten effektiv gespielt. Auf dem Kleinfeld wird 2 × 20 Minuten gespielt, wobei nur die letzten drei Minuten effektiv gespielt werden.
- Standardsituation: Als Standardsituation werden alle Aktionen, die von ruhenden Bällen ausgehen, wie z. B. der Freischlag, der Einschlag, der Strafstoß und das Bully, bezeichnet. Jeder Pfiff eines Schiedsrichters resultiert in eine der genannten Aktionen.
- Starting Six: die Anfangsformation einer Mannschaft, im Regelfall bestehend aus Torwart, zwei Verteidigern und drei Stürmern, welche das erste Bully einer Begegnung spielt.
- Stock (auch Schläger): Der Stock bezeichnet den Schaft und die Schaufel. Er hat ein Maximalgewicht von 380 Gramm.
- Stockwurf: geschieht, wenn ein Spieler auf dem Spielfeld den Stock wirft. Dies resultiert in einer Zeitstrafe und wird in zahlreichen Fällen zudem mit einer Disziplinarstrafe geahndet. Wird eine Person anvisiert oder getroffen, muss für den Stockwurf eine Matchstrafe III verhängt werden.
- Strafbank: Auf die Strafbank müssen Spieler, welche eine Zeit- und Disziplinarstrafe erhalten habe. Die Strafbank befindet sich links und rechts vom Spielsekretariat.
- Strafstoß: siehe Penalty
- Sturzraum: Der Sturzraum außerhalb des Spielfeldes gewährleistet, dass sich kein Spieler bei einem Sturz über die Bande verletzen kann. Es dürfen sich nach Möglichkeit keine Personen im Sturzraum aufhalten.
- Starting Six: die Anfangsformation einer Mannschaft, im Regelfall bestehend aus Torwart, zwei Verteidigern und drei Stürmern, welche das erste Bully einer Begegnung spielt.

## T

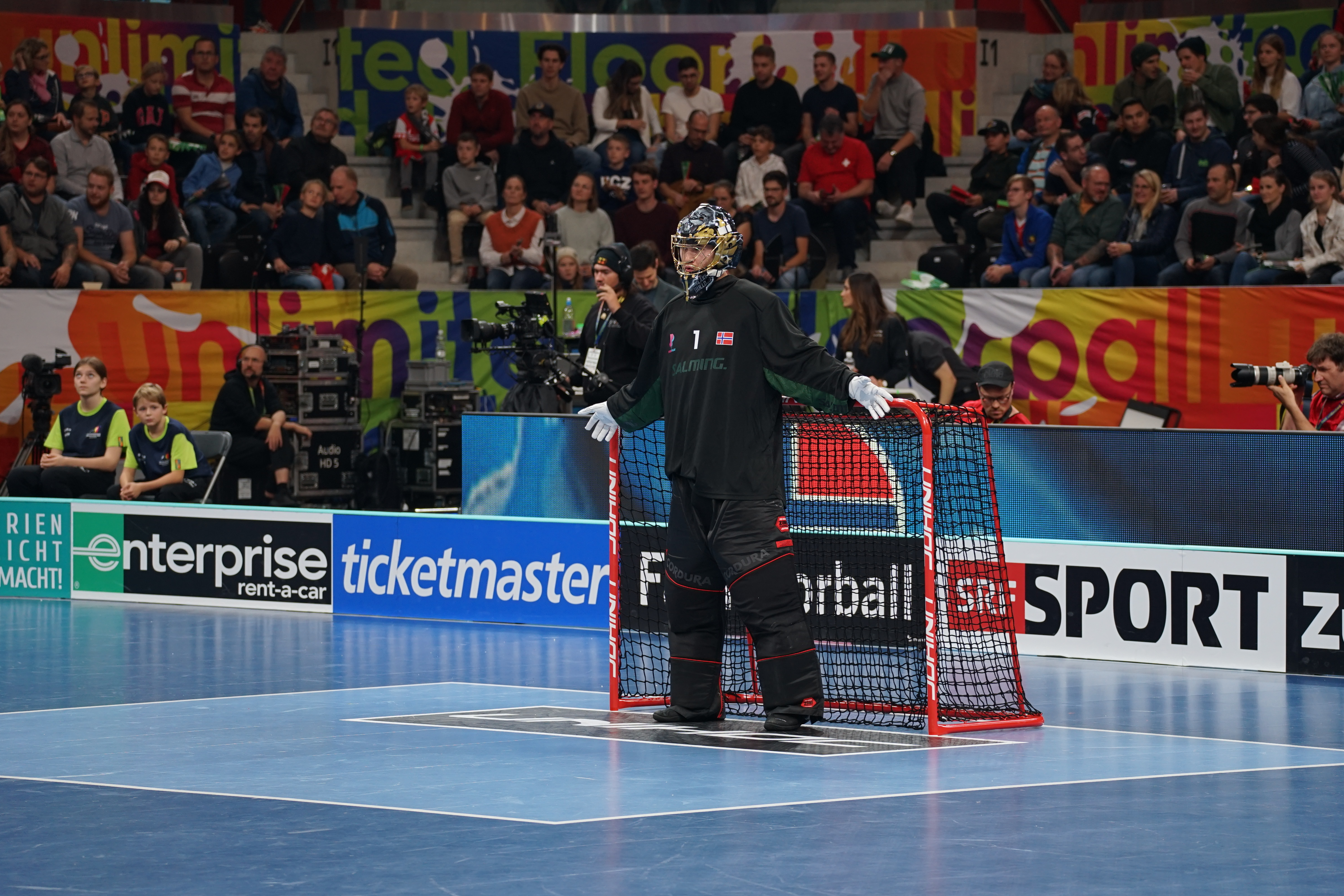
Tor und Torhüter

- Time Out: eine dreißig Sekunden andauernde Auszeit, die ein Mal pro Spiel vom jeweiligen Trainer oder Kapitän eines Teams veranlasst werden kann, um das taktische Vorgehen zu besprechen.

- Tor: ist 160 Zentimeter breit und 115 Zentimeter hoch.

- Trash talk: Wortwechsel auf dem Spielfeld mit dem Ziel, einen gegnerischen Spieler zu provozieren und seine Konzentration zu stören.

- Tripping: siehe Beinstellen

## U
- Übertriebene Härte: der Einsatz von unangemessenen Mitteln, meist bei der Verteidigungsarbeit. Es resultiert meist in einer Zeitstrafe.

- Überzahlspiel: siehe Powerplay
- Unsportlichkeit: Bei unsportlichen Verhalten gegenüber Spielern, Betreuern, Funktionären, Schiedsrichtern und Zuschauern kann eine Zeitstrafe oder eine Disziplinarstrafe verhängt werden.

- Unterzahlspiel: bezeichnet die Spielweise einer Mannschaft gegen die eine Zeitstrafe verhängt wurde.

## V
- Verlängerung: siehe Overtime

- Verteidigungszone: auch als eigene Zone bezeichnet, jene Hälfte des Spielfeldes, in dem sich das eigene Tor befindet.
- Vorhand: Die Vorhand ist die vom Spieler bevorzugte Seite der Schaufel zum Passen und Schießen.
- Vorlage: siehe Assist
- Vorteil: Bei Vorteil lässt der Schiedsrichter ein leichtes Vergehen eines gegnerischen Spielers das Spiel zum Vorteil des Geschädigten weiterlaufen, wenn dieser im Ballbesitz bleibt oder durch den Vorteil eine größere Torchance besitzt als den Freischlag.

## Z
- Zeitstrafe: Eine Zeitstrafe wird bei einem Foul (Regelverstoß) ausgesprochen.
Man unterscheidet Teamstrafen, welche für die bestrafte Mannschaft zum Unterzahlspiel führen (2' und 2x2'), 
und die persönlichen Disziplinarstrafen, welche nur den bestraften Spieler betreffen (10' und Matchstrafe).